# Cameroceras
Genre
Cameroceras est un genre éteint de nautiloïdes géants, qui vivait à l'Ordovicien. 

## Étymologie
Cameroceras vient du grec : « kamara » pour chambre et « ceras » pour corne qui indiquent la forme de « corne cloisonnée en chambres » de la coquille de l'animal.

## Description
Sa taille a été évaluée à partir de restes fragmentaires de sa coquille. Initialement estimée à 9 m la longueur de celle-ci a été ensuite révisée à environ 6 m ce qui en fait tout de même un des plus grands céphalopodes orthocônes et mollusques du Paléozoïque ayant existé. 
Il se nourrissait de scorpions de mer et de trilobites.

## Liste d'espèces
- † C. alternatum
- † C. hennepini
- † C. inopinatum
- † C. stillwaterense
- † C. trentonese, l'espèce-type.